# Saiki Kusuo no Psi-nan (película)
Saiki Kusuo no Psi-nan (斉木楠雄のΨ難 lit. La desastrosa vida de Kusuo Saiki?) es una serie de comedia y ciencia ficción japonesa de 2017 dirigida por Yuichi Fukuda. Es una adaptación en imagen real del manga homónimo de Shūichi Asō y está protagonizado por Kento Yamazaki, Ryo Yoshizawa y Kanna Hashimoto.
La película está producida por Columbia Pictures bajo su distribución Sony Pictures Entertainment Japan y codistribuida por Asmik Ace. Se estrenó el 21 de octubre de 2017 y el viernes 20 de mayo de ese mismo año antes de su estreno, se dio a conocer una imagen de esta película que revela a los padres de Kusuo.

## Trama
Kusuo Saiki (Kento Yamazaki) es un estudiante de secundaria de 16 años. Nació con muchos poderes, incluyendo la telepatía y la telequinesis. Esto puede sonar genial, pero según la experiencia de Kusuo, los superpoderes no son tan buenos como imaginamos. Intenta llevar una vida normal, a pesar de tener un poder que lo trastorna. Kusuo Saiki ahora trata de mantenerse alejado de los demás para ocultar sus habilidades psíquicas, pero sus compañeros de clase con una individualidad distinta se reúnen bajo Kusuo.

## Reparto
- Kento Yamazaki como Kusuo Saiki.[4]
- Hirofumi Arai como Riki Nendo.[4]
- Ryo Yoshizawa como Shun Kaido.[4]
- Hideyuki Kasahara como Kineshi Hairo.[4]
- Kanna Hashimoto como Kokomi Teruhashi.[4]
- Kento Kaku como Aren Kuboyasu.[4]
- Tsuyoshi Muro como Uryoku Chono.[4]
- Jiro Sato como Pinsuke Kanda.[4]
- Seiichi Tanabe como Kuniharu Saiki.[5]
- Yuki Uchida como Kurumi Saiki.[5]

## Recepción
La película recaudó 8,6 millones de dólares en la taquilla japonesa.
Rachel Cheung, del South China Morning Post, consideró que la película estaba sobreactuada: "Puede ser divertido por primera vez y tal vez por segunda vez, que la dulce actriz Hashimoto, de 19 años, imite las expresiones faciales exageradas de su personaje de anime; pero cuando sucede por décima vez, se vuelve bastante aburrido, sino irritante".